# Donald Lippincott
Donald "Don" Fithian Lippincott (Filadèlfia, 16 de novembre de 1893 – Filadèlfia, 9 de gener de 1963) va ser un atleta estatunidenc que va competir a començaments del segle xx.
El 1912 va prendre part en els Jocs Olímpics d'Estocolm, on guanyà la medalla de plata en la cursa dels 200 metres i la de bronze en la dels 100 metres. Lippincott va ser el primer plusmarquista reconegut per la IAAF en la distància dels 100 metres, amb una marca de 10,6 segons aconseguits en les sèries dels 100 metres als Jocs de 1912.
Lippincott estudià a la Universitat de Pennsilvània. El 1913, va igualar el rècord del món de les 100 iardes amb un temps de 9,6", i també igualà el rècord de Ralph Craig de les 220 iardes en pista recta, amb un temps de 21,2". El 1915 fou membre de l'equip de Pennsilvània dels 4×440 iardes que va establir un nou rècord mundial amb 3' 18.0". En les 440 iardes té registrat un temps no homologat de 48,0".